# Williamsburg megye
Williamsburg megye az Amerikai Egyesült Államokban, azon belül Dél-Karolina államban található. Megyeszékhelye és legnagyobb városa Kingstree. Lakosainak száma 31 026 fő (2020. április 1.). Williamsburg megye Florence, Marion, Georgetown, Berkeley és Clarendon megyékkel határos.

## Népesség
A megye népességének változása:
| Lakosok száma | 34 336 | 34 116 | 33 581 | 33 067 | 32 535 | 31 026 |
|               | 2010   | 2011   | 2012   | 2013   | 2015   | 2020   |